# Ягупольский, Лев Моисеевич
Лев Моисе́евич Ягупо́льский (укр. Лев Мусі́йович Ягупо́льський, 6 февраля1922, Умань — 5 апреля 2009, Киев) — советский и украинский учёный, химик-органик, специалист в области химии фторорганических соединений, основатель киевской школы химии фтора. Доктор химических наук, профессор, работал научным сотрудником Института органической химии НАНУ, заслуженный деятель науки УССР. Участник Великой Отечественной войны, кавалер ордена Отечественной войны II степени, ордена «За заслуги» (Украина) III степени, лауреат государственных премий СССР и Украины.

## Биография
Лев Моисеевич Ягупольский родился 6 февраля 1922 года в Умани (ныне Черкасская область, Украина). В 1938 году поступил на химический факультет Киевского университета. В 1941 году отказался от установленной для студентов последних курсов отсрочки и пошёл добровольно в армию. В октябре 1941 — мае 1942 года учился в Военной академии химической защиты, затем был назначен начальником химической службы стрелкового полка, воевавшего в составе Калининского фронта. Участвовал в боевых действиях, окончил войну в звании капитана.
После войны продолжил обучение в Киевском университете и окончил его с отличием в 1947 году. В том же году поступил в аспирантуру по специальности «Органическая химия», и в 1951 году под руководством академика А. И. Киприанова защитил кандидатскую диссертацию на тему «Фторпроизводные бензотиазола и фторсодержащие цианиновые красители». После защиты Л. М. Ягупольский поступил на работу младшим научным сотрудником в киевский Институт органической химии АН УССР (ИОХ), где продолжил исследования в новой и перспективной в то время научной области органической химии фтора. В 1955—1965 годах занимал должность старшего научного сотрудника ИОХ. В 1965 году возглавил созданный в институте отдел химии фторорганических соединений и находился на должности зав. отдела до 1987 года. В 1965 году Л. М. Ягупольский защитил докторскую диссертацию на тему «Ароматические соединения с фторсодержащими заместителями», в 1967 году ему было присвоено звание профессора.
В 1969—1973 годах Л. М. Ягупольский занимал должность заместителя директора ИОХ по научной работе, также участвовал в работе опытного производства института. В 1987—2009 годах — главный научный сотрудник Института органической химии.
Лев Моисеевич Ягупольский умер 5 апреля 2009 года в Киеве.
Сын учёного Юрий Львович Ягупольский (род. 1949) также известный химик-фторорганик, с 1988 года заведует отделом химии фторорганических соединений Института органической химии НАНУ.

## Награды
- Заслуженный деятель науки УССР (1982)
- Премия Совета Министров СССР (1982)
- Орден Отечественной войны II степени (1985)
- Государственная премия Украины в области науки и техники (1992)
- Премия им. А. И. Киприанова (1994)
- Орден «За заслуги» III степени (2007)[3]
- Почётный знак НАН Украины «За подготовку научной смены»[4]

## Вклад в науку
Л. М. Ягупольский проводил исследования в области синтеза органических соединений с фторсодержащими заместителями, в том числе элементоорганических — фосфора, селена, теллура, поливалентного иода. Всестороннее изучение свойств синтезируемых соединений позволило сделать вклад в развитие фундаментальных теорий органической химии. Несколько крупных циклов работ учёного были посвящены веществам, важным с практической точки зрения — органическим красителям, лекарственным средствам, пестицидам, соединениям, обладающим жидкокристаллическими свойствами.

### Методы синтеза фторорганических соединений

#### Исследование реакции Шимана
Первой задачей учёного при выполнении кандидатской работы стало введение атома фтора в бензольное кольцо бензотиазола. Для этого применяют реакцию Шимана — термическое разложение сухих тетрафторборатов арилдиазония. Но в данном случае вначале не удалось выделить твёрдый тетрафторборат из-за высокой растворимости в кислотах (в условии реакции диазотирования) по причине образования соли по гетероциклическому атому азота. Получить кристаллический осадок удалось, проводя диазотирование в растворе тетрафторборатной кислоты, в результате из 2-метил-6-аминобензотиазола получен 2-метил-6-фторбензотиазол, используемый далее для получения цианиновых красителей. Данную методику стали применять для замены аминогруппы на фтор в других азотистых гетероциклах. Впоследствии с Н. В. Павленко разработана модификация реакции Шимана — вместо тетрафторборатов использованы трис(перфторалкил)трифторфосфаты арилдиазония, разложение которых проходит при более низких температурах и с высокими выходами фторированных аренов.

#### Исследование реакции Свартса
Для получения фторорганических соединений широко применяется реакция Свартса — замена на фтор атомов других галогенов действием трифторида сурьмы или фтороводорода в присутствии пентахлорида сурьмы. С помощью этой реакции из трихлорметильных производных были получены соединения с трифторметильной группой, в частности, трифторметил- и трифтрометилтиобензотиазолы. Л. М. Ягупольским совместно с И. В. Троицкой, Н. В. Кондратенко, М. И. Дронкиной впервые в органические соединения введена трифторметоксигруппа -OCF3, и группировки -O-CF2-O- и -CF2-O-CF2-, также получены и изучены многочисленные ароматические соединения с ненасыщенными фторсодержащими заместителями и с трифторметильной группой, отделённой от ядра гетероатомами (O, N, S). Изучалось влияние гетероатомов и заместителей в ароматическом ядре на протекание реакции Свартса. Установлено, что электронодонорная способность гетероатомов способствует замещению хлора на фтор в трихлорметильной группе, то есть, лёгкость замещения убывает в ряду ArN(R)CCl3 > ArSCCl3 > ArOCCl3. Электронодонорные заместители в ядре также облегчают обмен, а электроноакцепторные затрудняют его. Совместно с Г. И. Матюшечевой была открыта реакция гидразидов карбоновых кислот с пентахлоридом фосфора, позволяющая альтернативным способом получать исходные для реакции Свартса трихлорметильные производные (ранее их получали прямым хлорированием метильных групп). Практическим результатом этих исследований стала разработка технологии синтеза гербицида «Трефлан», внедрённая в промышленное производство (Навои, Узбекистан, ПО «Навоиазот», мощность производства 2000 тонн в год).

#### Разработка методов синтеза с использованием новых фторирующих агентов
Помимо изучения уже известных реакций получения фторорганических соединений, проводился поиск новых реагентов. Впервые синтезирована фенилтетрафторсурьма, оказавшаяся очень мощным фторирующим средством. Цикл работ, выполненный совместно с сотрудниками Одесского политехнического института был посвящён исследованию новых фторирующих агентов — тетрафториду серы в среде фтороводорода и системе тетрафторид серы — фтороводород — галогенирующий агент (хлор, бром, дитиодихлорид). Применение тетрафторида серы позволяет осуществлять замену атомов кислорода на фтор, в частности, превращать карбоксильные группы в трифторметильные. В среде фтороводорода оказалось возможным получать бензотрифториды не только из соответствующих карбоновых кислот, но и из их метиловых эфиров (в отсутствии фтороводорода реакция сложных эфиров идёт при высокой температуре и даёт низкие выходы целевых продуктов). Трифторацетоксигруппа CF3COO- при действии данного реагента превращается в пентафторэтоксигруппу C2F5O-. По этому методу из три-, тетра-, пента- и гекса(трифторацетокси)бензолов получены соответствующие поли(пентафторэтокси)замещённые. Система SF4 — HF — галогенирующий агент, разработанная совместно с Б. В. Куншенко даёт возможность осуществлять замену атомов водорода на фтор у sp3-гибридизованного атома углерода.

#### Разработка методов дифторметилирования
Действием доступного реагента хлордифторметана (хладон-22) осуществлено прямое дифторметилирование («фреонирование») фенолов и тиофенолов с образованием дифторметоксиаренов и арилдифторметилсульфидов. Метод синтеза оказался интересен тем, что при введении в него гидроксибензальдегидов не идёт реакция Канниццаро, несмотря на то, что фреонирование проводится в щелочной среде. В дальнейшем из соединений с дифторметоксигруппой путём хлорирования получены дифторхлорметоксибензолы, а окислением тиоэфиров — дифторметилсульфоксиды и сульфоны. Меркаптоазолы, в зависимости от условий синтеза, дают различные продукты — дифторметилируются по атому серы меркаптогруппы, атомам серы и азота или по двум атомам азота (производные имидазола и бензимидазола). Этим способом впервые были получены производные бензимидазола с фторсодержащими заместителями у обоих атомов азота. В реакцию фреонирования введены также сульфамиды, дающие в результате N-дифторметильные производные. Исследования реакции дифторметилирования проводились совместно с С. В. Шеляженко, К. И. Петко.

#### Открытие ион-радикального и катионного перфторалкилирования
Ранее считалось, что перфторалкилиодиды в отличие от алкилиодидов не вступают в реакции алкилирования из-за обращённой полярности их молекул. Исследования Л. М. Ягупольского и В. Н. Бойко показали, что перфторалкилирование тиофенолов можно осуществить по ион-радикальному механизму в условиях ультрафиолетового облучения в жидком аммиаке или полярных растворителях. Ион-радикальное перфторалкилирование позволило получать считавшиеся труднодоступными перфторалкилсульфиды с любой длиной цепи перфторалкильного заместителя нормального или разветвлённого строения. Из селено- и теллурофенолов аналогичным способом были получены неизвестные ранее перфторалкилселениды и теллуриды. В реакцию ион-радикального перфторалкилирования вступают также C-нуклеофилы, например, β-дикетоны.
Л. М. Ягупольским впервые получены соли арилперфторалкилиодония (см. Ониевые соединения), оказавшиеся удобными реагентами для алкилирования по катионному механизму. Они вступают в реакцию с нуклеофилами при температурах −50 … +20 °C в диметилформамиде. Методом катионного перфторалкилирования, аналогично ион-радикальному, можно получать перфторалкилсульфиды и селениды, а вторичные и третичные производные анилина дают с этими реагентами продукты алкилирования в пара-положение. Арилперфторалкилиодониевые соли реагируют также с неорганическими солями — нитритами, цианидами, тиоцианатами, селеноцианатами образуя, соответственно, нитро-, циано-, цианотио- и цианоселеноперфторалканы. Аналогично иодониевым соединениям, перфторалкилирующими агентами оказались и впервые синтезированные Л. М. Ягупольским соли диарилперфторалкилсульфония.

#### Другие исследования в области фторорганического синтеза
Хлордифторуксусная кислота обычно используется в синтезах (в виде соли) как источник дифторкарбена:
{\displaystyle {\mathsf {CClF_{2}COONa}}\rightarrow {\mathsf {CF_{2}\!\!:+\ CO_{2}+NaCl}}}
Совместно с В. А. Коринько найдены условия её конденсации с фенолами и тиофенолами с сохранением карбоксильной группы. В аналогичную реакцию введена и монохлорфторуксусная кислота; окислением и декарбоксилированием продуктов конденсации (эфиров арилтиофторуксусной кислоты) были получены арилмонофторметилсульфоны:
{\displaystyle {\mathsf {ArSH+CHClFCOOCH_{3}}}\rightarrow {\mathsf {ArSCHFCOOCH_{3}}}\rightarrow {\mathsf {ArSO_{2}CH_{2}F}}}
Л. М. Ягупольским найден удобный реагент, позволяющий производить замену атомов иода или брома на трифторметильную группу — трифторметилмедь. Синтезы с трифторметилмедью можно проводить в стеклянной посуде при атмосферном давлении и с использованием доступных реагентов. Аналогичный способ — замена галогена на трифторметилтиогруппу действием трифторметилсульфида меди — разработан совместно с Н. В. Кондратенко и А. А. Коломейцевым. Особенно пригодным этот реагент оказался для введения трифторметильной группы в ароматические соединения с электроноакцепторными заместителями, например, с нитрогруппой. Совместно с В. П. Самбур найден ещё один метод введения трифторметилтиогруппы — реакция солей диазония с трифторметилсульфидом серебра AgSCF3.
Перфтор-трет-бутилцезий (CF3)3CCs был использован для замены атомов фтора в замещённых фторбензолах на перфтор-трет-бутильную группу, а также для синтеза арилперфтор-трет-бутилсульфидов и селенидов.

### Синтез фторсодержащих фосфорорганических и иодорганических соединений
Совместно с Ж. М. Ивановой открыта реакция трифторида сурьмы с фенилдихлорфосфином и впервые синтезировано органическое соединение пятикоординационного фосфора — фенилтетрафторфосфоран:
{\displaystyle {\mathsf {C_{6}H_{5}PCl_{2}+SbF_{3}}}\rightarrow {\mathsf {C_{6}H_{5}PF_{4}+Sb}}}
При помощи трифторида сурьмы получены также фторангидриды арилфосфоновых и тиофосфоновых кислот.
Л. М. Ягупольским, В. Я. Семением и К. И. Бильдиновым разработан метод электрохимического фторирования триалкилфосфиноксидов с образованием трис(перфторалкил)дифторфосфоранов. Гидролиз этих продуктов позволяет получить соответствующие фосфоновые и фосфиновые кислоты, считавшиеся «экзотическими», как и другие соединения фосфора с перфторалкильными группами. До этого исследования подобные реакции считались невозможными из-за отравления электродов фосфором.
Методы получения соединений поливалентного иода разработаны совместно с В. В. Лялиным, И. И. Малетиной и В. В. Ордой. Ароматические соединения с дифториодильной группой (ArIF2) получены по реакции тетрафторида серы с иодозил- (ArIO) или бис(трифторацетокси)иодпроизводными, а также взаимодействием иодаренов с дифторидом ксенона. Из иодил- и дифториодиларенов впервые были получены органические соединения пятикоординационного иода — тетрафториодарены действием тетрафторида серы и тетракис(перфторацилокси)иодарены действием ангидридов перфторалкилкарбоновых кислот.

### Изучение фторсодержащих красителей и жидкокристаллических соединений
Изучению фторсодержащих красителей Л. М. Ягупольский уделял значительное внимание в течение всей своей научной деятельности. По мере накопления научного материала — синтеза новых красителей различной структуры и с разнообразными по электронной природе заместителями — появилась возможность целенаправленно влиять не только на спектральные характеристики красителей, но и на их основность, светостойкость, сенсибилизирующую способность. Постепенно были установлены закономерности влияния атомов фтора и фторсодержащих заместителей на свойства большинства классов органических красителей. Найденные корреляционные зависимости батохромного или гипсохромного эффекта заместителей, галохромии, основности от электронного строения заместителей и молекулы в целом позволили синтезировать практически полезные вещества — красители для текстильной промышленности, кислотно-основные индикаторы, фотосенсибилизаторы, люминофоры. Наиболее детально изучались цианиновые красители с атомами фтора и фторсодержащими заместителями как в ароматическом ядре, так и в полиметиновой цепи. В 1950—1978 годах в «Журнале органической химии» опубликована серия из более 40 статей под общим названием «Цианиновые красители, содержащие фтор».
Совместно с Ю. А. Фиалковым и М. М. Кремлёвым была открыта реакция полифторвинильных соединений лития с полифторолефинами, дающая сопряжённые перфторполиены. На основе этой реакции разработан метод синтеза α,ω-диарилперфторполиенов, которые стали классическими объектами для теории цветности. Некоторые соединения этого типа обладают свойствами жидких кристаллов.
По теме жидкокристаллических соединений выполнен большой цикл работ совместно с Ю. Я. Фиалковым и С. В. Шеляженко. Для производных дифенила, бензилиденанилина, органических кислот и их эфиров изучено влияние замены концевых атомов водорода фтором на особенности фазовых переходов, термодинамических параметров этой группы веществ. Показано, что путём введения в молекулу фторсодержащих групп можно целенаправленно изменять свойства жидкокристаллических соединений.

### Изучение электронного строения фторорганических соединений
Значительным вкладом Л. М. Ягупольского в теорию органической химии является изучение электронного и пространственного строения полученных соединений. Электронная природа и влияние фторсодержащих заместителей на свойства ароматических соединений изучались различными методами. Для более 60 заместителей впервые определены σ-константы уравнения Гаммета. Среди фторсодержащих групп обнаружены сильные акцепторы электронов, такие, как трифторметилсульфонильная группа -SO2CF3, для которой константа уравнения Гаммета для пара-положения σp = 1,04. Позднее было показано, что если заменять кислород в таких заместителях, как -SO2CF3 или -SO2F и других на трифторметилсульфонимидную группировку =NSO2CF3, то образуются сверхсильные электроноакцепторные группы, для которых σp = 1,4…1,75, что соответствует влиянию на молекулу двух или трёх нитрогрупп. Р. Тафт, предложивший собственную модификацию уравнения Гаммета, назвал этот принцип построения сверхсильных электроноакцепторов «принципом Ягупольского».
Изучение сильных электроноакцепторных заместителей оказалось ценным и для практики органического синтеза. Установлено, что имидоилхлориды R(Cl)=NSO2CF3 вступают в аза-перегруппировку Курциуса, нехарактерную для производных хлорангидридов карбоновых кислот, у которых кислород замещён на другие =NR-группы. Продуктами такой разновидности реакции Курциуса являются карбодиимиды RN=C=NSO2CF3. Введение =NSO2CF3-группы (путём замены карбонильного атома кислорода) в цианиновые красители и некоторые другие донорно-акцепторные системы приводит к сильному батохромному сдвигу — максимумы поглощения таких продуктов сдвигаются в длинноволновую область на 150—200 нм. Полученные таким способом красители имеют глубокую окраску и поглощают в ближней инфракрасной области. Путём замены двух атомов водорода у аминогруппы анилина на трифторметилсульфонильные группы удалось изменить ориентирующее влияние аминогруппы в реакциях электрофильного замещения, так, нитрование N,N-бис(трифторметилсульфонил)анилина идёт на 80 % в мета-положение. При введении только одной сильной электроноакцепторной группы сохраняется орто-, пара-ориентирующее влияние электронодонорного атома азота.
Введение в молекулу сверхсильных электроноакцепторов может привести к получению сверхсильных кислот за счёт увеличения кислотности связей C—H, N—H или O—H. Так, показано, что замена атомов кислорода в п-толуолсульфонамиде H3C—C6H4—SO2NH2 на трифторметилсульфонимидные группы увеличивает кислотность в газовой фазе на 25 порядков, а в растворе на 13 единиц pKa. Предполагается, что применяя принцип Ягупольского к трифторметансульфокислоте, которая сама является суперкислотой, можно получить наиболее сильные из всех известных кислот. Производные (соли и фторангидриды) таких кислот были получены.
Ранее считалось, что только нитропроизводные ароматических соединений способны образовывать σ-комплексы типа Мейзенгеймера Л. М. Ягупольским впервые были получены и изучены такие комплексы трифторметилсульфониларенов. В качестве нового объекта для изучения анионных комплексов был взят 1,3,5-трис(трифторметилсульфонил)бензол, который образует устойчивые σ-комплексы с алкоголятами, фенолятами, тиофенолятами, цианидами, сульфитами и другими анионами. Полученные данные вошли в учебник, издаваемый Московским университетом Реутов О. А., Курц А. Л., Бутин К. П. Органическая химия. — 1999. — Т. II. — ISBN 5-211-03491-0..

### Разработка лекарственных препаратов
Многие работы Л. М. Ягупольского и его соавторов посвящены синтезу новых биологически активных веществ и исследованию влияния фторсодержащих групп на физиологическую активность.
Совместно с Г. Я. Дубурс (Рижский институт органического синтеза) получен и внедрён в медицинскую практику гипотензивный препарат (блокатор кальциевых каналов) форидон — производное 1,4-дигидропиридина, содержащее дифторметоксигруппу -OCHF2. Дальнейшие исследования показали целесообразность введения дифторметоксигруппы в другие лекарственные препараты в качестве нового фармакофора.
Совместно с Ю. А. Фиалковым, М. М. Кремлёвым и сотрудниками Института фармакологии и токсикологии АМН Украины В. С. Даниленко и К. А. Черноштаном разработан и внедрён в производство на Борщаговском химико-фармацевтическом заводе нестероидный противовоспалительный препарат дифторант. Дифторант применяется в дерматологии и отоларингологии, в частности, при лечении псориаза, экземы, красного плоского лишая, наружного отита.
Совместно с И. И. Малетиной и К. И. Петко получен кардиотонический препарат (активатор калиевых каналов) флокалин, отличающийся низкой токсичностью. Д. В. Федюк под руководством Ягупольского синтезирован ряд фторсодержащих бензимидазолов, проявляющих активность блокаторов рецепторов ангиотензина II, совместно с Ю. А. Фиалковым получены N-арилзамещённые 2-аминоимидазолины — аналоги клофелина. В начале 2000-х годов синтезирована молекула, сочетающая свойства форидона и флокалина, что позволяет в дальнейшем создать новый класс гибридных лекарственных средств.

## Издательская, организаторская и педагогическая деятельность
Л. М. Ягупольский был членом редколлегии и научным редактором «Украинского химического журнала», членом редколлегии межведомственного сборника «Физиологически активные вещества», членом редколлегии международного журнала «Dyes and pigments». Он участвовал в шестнадцати украинских конференциях по органической химии (с 1955 года), был членом оргкомитетов этих конференций, также участвовал в международных конференциях по химии фторорганических соединений, конференциях по химии красителей, люминофоров, лекарственных препаратов. Л. М. Ягупольский читал лекции по химии фторорганических соединений в университетах Германии и Израиля. Подготовил 75 кандидатов наук, 10 его учеников защитили докторские диссертации.

## Память
24 ноября 2012 года на здании Института органической химии НАНУ в Киеве открыта мемориальная доска Льву Моисеевичу Ягупольскому. Авторы: Крылов Борис, Сидорук Олесь.